# William Miller (veslač)
William G. Miller, ameriški veslač, * 16. marec 1905, † maj 1985.
Miller je za ZDA nastopil na Poletnih olimpijskih igrah 1928 v Amsterdamu in 1932 v Los Angelesu.
Leta 1928 je bil član ameriškega četverca brez krmarja, ki je osvojil srebrno medaljo. Srebrno medaljo je osvojil tudi na naslednji olimpijadi, kjer je veslal v enojcu. 